# Matriptase
A matriptase é uma serino protease transmembrana, ou seja, uma enzima que quebra ligações peptídicas, codificada pelo gene ST14 e amplamente expressa em tecidos epiteliais de diferentes regiões, como a pele, o trato gastrointestinal, rins, pulmões, próstata e glândulas mamárias (Takeuchi, Shuman e Craik, 1999; Oberst et al., 2002 apud Gomes. Bruno Belmonti Martinelli, 2017).
Está envolvida em uma série de eventos fisiológicos no organismo, como na função de barreira da pele e também na migração celular, mas anomalias na sua expressão e atividade podem estar relacionadas à carcinogênese (Uhland, 2006 apud Gomes. Bruno Belmonti Martinelli, 2017).
A matriptase possui tamanho aproximado de 95kDa, e é composta por uma região N-terminal intracelular curta, uma região transmembrana e a grande maioria de seus domínios está presente em sua porção C-terminal extracelular. A porção extracelular da matriptase é composta por um domínio SEA (sea urchin sperm protein, enterokinase and agrin), dois domínios CUB (complement C1r/s, urchin embryonic growth factor and bone morphogenetic protein 1), quatro repetições in tandem do receptor de LDL (low density protein) classe A e um domínio catalítico semelhante à tripsina, composto de uma tríade de aminoácidos Histidina, Ácido Aspártico e Serina (Oberst et al., 2003). A posição extracelular de sua porção C-terminal e a estrutura de seu sítio catalítico conferem à matriptase classificação como uma serino protease transmembrana de tipo II (Szabo e Bugge, 2011 apud Gomes. Bruno Belmonti Martinelli, 2017).
Inicialmente, a matriptase é expressa como um zimógeno, isto é, um precursor que demanda uma ou várias modificações pós-traducionais para que desempenhe sua função eficientemente (Turk, 2006, apud Gomes. Bruno Belmonti Martinelli, 2017). A ativação da matriptase ocorre em dois sítios específicos:
(i)uma hidrólise entre os resíduos Glicina 149 e Serina 150, no domínio SEA; e  
(ii) uma clivagem no resíduo Arginina 614, em sua região catalítica (Nonboe et al, 2017 apud apud Gomes. Bruno Belmonti Martinelli, 2017). 
Assim como ocorre com outras serino proteases, esta segunda clivagem a converte de um zimógeno de cadeia simples a uma protease ativa de cadeia dupla (Benaud, Dickson e Lin, 2001 apud  Gomes. Bruno Belmonti Martinelli, 2017). 
Para a maioria das serino proteases, a clivagem que resulta em ativação do zimógeno é geralmente realizada por uma outra proteína. No caso da ativação da matriptase, um agente importante é a proteína prostasina, uma serino protease semelhante à tripsina, também ancorada à membrana celular. Friis e colaboradores (2017) apontam um mecanismo de ativação recíproca de zimógenos entre matriptase e prostasina. Neste estudo, os autores indicam que o zimógeno de matriptase tem capacidade de ativar prostasina e que esta, por sua vez, atua na conversão do zimógeno de matriptase em proteína ativa. De maneira peculiar, tal ativação mediada por prostasina aparentemente independe de sua própria ativação ou funções catalíticas. Os autores não descartam, no entanto, a presença de outros agentes ainda desconhecidos neste processo de ativação mútua.
Uma vez ativa, a matriptase atua em diversos processos relacionados à proliferação e migração celular, etapas importantes para a regeneração de órgãos e tecidos, mas, ao mesmo tempo, características marcantes da tumorigênese (Uhland, 2006 apud Gomes. Bruno Belmonti Martinelli, 2017). A matriptase também realiza uma função importante no desenvolvimento embrionário, visto que camundongos knock-out (KO) para a proteína apresentam formação anormal dos folículos pilosos e morrem logo após o nascimento por meio de desidratação grave (List et al., 2002, apud Gomes. Bruno Belmonti Martinelli, 2017). Estudos demonstram que tal desidratação se dá pela perda da função de barreira da pele dos camundongos, demonstrada por experimentos de permeabilidade a corantes e perda de líquidos.
Diversos estudos que desenvolveram animais-modelo, com ganho ou perda de função, e que caracterizaram algumas mutações em seres humanos, foram responsáveis pelo melhor entendimento das funções das serino proteases do Tipo II, como é o caso da matriptase, em diferentes processos fisiopatológicos, que incluem os tumores malignos (List et al., 2006; Bugge et al., 2007, 2009; Szabo e Bugge, 2008; Antalis et al., 2010). Um estudo mostrou que a superexpressão da matriptase na camada basal do epitélio da pele de camundongos, sob o controle do promotor da queratina 5 (K5-Matriptase), é capaz de levar ao surgimento espontâneo de carcinomas nesses animais (List et al., 2005, apud Gomes. Bruno Belmonti Martinelli, 2017). Através da utilização deste mesmo modelo animal, outros autores mostraram que este fenótipo tumorigênico é dependente da expressão concomitante de PAR-2 e cMet nas mesmas células epiteliais (Szabo et al., 2011; Sales et al., 2015, apud Gomes. Bruno Belmonti Martinelli, 2017). Outro estudo mostrou ainda que a super-expressão de HAI-1 e matriptase na mesma camada basal do epitélio, também sob o controle do promotor da
queratina 5, foi capaz de resgatar completamente o fenótipo tumorigênico dependente da matriptase.
A regulação da via da matriptase parece estar intimamente relacionada a diferentes tipos de câncer. Estudos mostram que há uma relação entre a expressão de matriptase e seu inibidor HAI-1 na progressão tumoral. A maior expressão de matriptase em relação a HAI-1 está diretamente relacionada a um pior prognóstico em câncer de ovário (Oberst et al., 2002 apud Vieira. Gabriel Viliod, 2017). 
Ainda, outro estudo mostrou que o aumento da expressão de matriptase acompanha a diminuição da expressão de HAI-1 em linhagens celulares de câncer de próstata (Saleem et al., 2006  apud Vieira. Gabriel Viliod, 2017). Além disso, a investigação molecular dessa via tem se mostrado cada vez mais de suma importância para a identificação de possíveis novos biomarcadores oncológicos, como é o caso das Calicreínas (KLKs) (Diamandis e Yousef, 2002,  apud Vieira. Gabriel Viliod, 2017).